# 사토 시마코
사토 시마코(일본어: 佐藤 嗣麻子, 1964년 3월 6일 ~ )는 일본의 영화감독, 각본가이다.

## 참여 작품

### 영화
- 표적이 된 학원 (1997년, 각본)
- 언페어 더 무비 (2007년, 각본)
- 발라드 이름없는 사랑 노래 (2009년, 각본 협력)
- 고스트: 보이지 않는 사랑 (2010년, 각본)
- 우주전함 야마토 (2010년, 각본)
- 언페어 더 앤서 (2011년, 각본)

### 드라마
- 동물병원 선생님 (2003년 아사히 TV, 각본)
- 이누가미 일족 (2004년 후지 TV, 각본)
- 언페어 (2006년 후지 TV, 각본)
- 독신 귀족 (2013년 후지 TV, 각본)